# Пятосин, Иосиф Степанович
Ио́сиф Степа́нович Пято́син (1882—1938) — белорусский, русский и советский математик, педагог, один из первых профессоров-математиков Белорусского государственного университета.

## Биография
Иосиф Степанович Пятосин родился в семье белорусского крестьянина в Бобруйском уезде Минской губернии. Первоначальное образование получил в приходской школе и в Бобруйской четырёхклассной гимназии. По окончании Минской гимназии поступил на отделение математики физико-математического факультета Московского университета, который окончил в 1906 году с дипломом первой степени.

### Виленский период
После окончания университета Пятосин И. С. был назначен преподавателем математики и физики в старших классах Шавельской мужской гимназии (г. Шавли Ковенской губернии, ныне — г. Шяуляй). В 1910 г. переведён в г. Вильну (ныне г. Вильнюс) на должность преподавателя математики и методики математики Виленского учительского института. В период работы в г. Вильне преподавал, кроме института, в других учебных заведениях, а также читал лекции по математике и методике математики на летних краткосрочных курсах для учителей высших начальных училищ.

### Самарский период
После начала первой мировой войны в 1914 году И. С. Пятосин вместе с институтом был эвакуирован в г. Самару. Там Виленский учительский институт был присоединён к уже существовавшему Самарскому учительскому институту. Последний же был потом преобразован в высшее педагогическое учебное заведение — Самарский педагогический институт (ныне Поволжская государственная социально-гуманитарная академия).
В Самаре в 1917 году И. С. Пятосин был избран председателем педагогического совета института. Преподавательскую работу И. С. Пятосин вёл на кафедре чистой математики. Впоследствии И. С. Пятосин был избран заведующим отделом подготовки учителей второй ступени.
В 1919 г. при Самарском государственном университете открыт физико-математический факультет, на котором И. С. Пятосин был избран временным преподавателем кафедры чистой математики, а в конце 1919—1920 учебного года — штатным преподавателем (доцентом) этой кафедры.

### Работа вБелорусском государственном университете
В октябре 1921 года в связи с открытием Белорусского государственного университета Наркомпрос БССР пригласил И. С. Пятосина, как специалиста-белоруса, на работу в БГУ, первоначально для чтения лекций по математике на медицинском факультете и организации преподавания математических наук. К работе в Белорусском государственном университете он приступил 7 декабря 1921 года. В Белорусском государственном университете работал в должности преподавателя, доцента, профессора. В учёном звании профессора утверждён в июне 1932 года. В организационный период исполнял обязанности декана педагогического факультета (июнь-сентябрь), работал заместителем декана педагогического факультета (1922—1924 гг.), заведующим физико-математическим и естественным отделениями педагогического факультета.

#### Читавшиеся курсы
И. С. Пятосин читал курсы:
- введение в анализ и дифференциальное исчисление[1]
- интегральное исчисление
- дифференциальная геометрия
- теория вероятностей
- теория конечных разностей
- вариационное исчисление
- методика математики (для студентов физико-математического отделения)
- высшая математика (для студентов естественного отделения)

#### Член научного общества
И. С. Пятосин был активным членом физико-математической секции научного общества при Белорусском государственном университете. На заседаниях этого общества были заслушаны, в частности, следующие его доклады:
- «Николай Коперник и его теория»,
- «Роль и значение Ф. Клейна в методике математики»,
- «Библиография Н. И. Лобачевского и его труды»,
- «Значение И. Ньютона в анализе бесконечно малых»,
- «О работах секции анализа на 1-м Всероссийском съезде математиков в мае 1927 г.».

### Работа в других вузах Белоруссии
И. С. Пятосин работал в Белорусском энергетическом институте (1931—1933 гг.) и в Белорусском политехническом институте (1933—1938 гг.).
16 мая 1938 года арестован как агент польской разведки, 22 августа приговорён к высшей мере наказания, расстрелян 21 октября 1938 года. В 1956 году реабилитирован.

## Участие в работе математических съездов
И. С. Пятосин принимал участие в работе математических съездов: Всероссийского (Москва, 1927 г.), Первого Всесоюзного (Харьков, 1930 г.), Второго Всесоюзного (Ленинград, 1934 г.), выступал с докладами на Всебелорусских конференциях преподавателей математики и физики.
На 1-й Всебелорусской конференции преподавателей математики и физики (Минск, 1926 г.) И. С. Пятосин сделал доклад «К вопросу о постановке преподавания математики в школе», на 3-й (Минск, 1934 г.) — доклад «Метод Хевисайда в интегрировании дифференциальных уравнений».

## Просветительская деятельность
И. С. Пятосин выступал с лекциями перед работниками народного просвещения в различных городах Белоруссии. Например, в 1923 г. в Гомеле он прочитал две лекции:
- «Математика и её значение для естествознания»,
- «Современные методические взгляды на преподавание пропедевтического курса геометрии».

И. С. Пятосин принимал активное участие в работе математической секции Главной терминологической комиссии Института белорусской культуры. В задачи этой секции входило совершенствование белорусской терминологии элементарной математики и создание белорусской терминологии высшей математики. Результатом работы секции явилось опубликование «Слоўніка матэматычнай терміналогіі» (Белорусская научная терминология, выпуск XIV, Минск, 1927 г.).